# Guillaume-Charles Brun
Charles-Guillaume Brun, né le 5 mars 1825 à Montpellier et mort le 20 février 1908 à Paris, est un peintre français.

## Biographie
Charles-Guillaume Brun est le fils de François Brun, corroyeur, et de Marguerite Virginie Roustoulan.
Élève de Édouard-Antoine Marsal, puis François Édouard Picot et Alexandre Cabanel, il entre à l'école des Beaux-Arts en 1847 et débute au Salon parisien en 1851.
En 1857, il épouse Louise Angélique Mathilde Dessaint (1832-1903).
En 1868, il obtient une médaille.
En 1883, il est membre de la Société des artistes français. Il est également peintre officiel du ministère de la guerre.
Il meurt à l'âge de 82 ans à son domicile parisien de la rue Labat. Il est inhumé au cimetière parisien de Saint-Ouen.

## Style
Influencé par le mouvement orientaliste, Charles-Guillaume Brun est spécialiste des scènes de genre de la vie quotidienne en Afrique du Nord. Il puise notamment son inspiration dans les détails pittoresques de la ville de Constantine.